# Kinga Gacka
Kinga Gacka (* 25. Oktober 2001 in Danzig) ist eine polnische Sprinterin, die sich auf den 400-Meter-Lauf spezialisiert hat.

## Sportliche Laufbahn
Erste internationale Erfahrungen sammelte Kinga Gacka im Jahr 2018, als sie bei den U18-Europameisterschaften in Győr mit 55,62 s im Halbfinale über 400 Meter ausschied. Anschließend nahm sie an den Olympischen Jugendspielen in Buenos Aires teil und erreichte dort Rang 18. Im Jahr darauf erreichte sie bei den U20-Europameisterschaften in Borås das Halbfinale über 400 Meter und schied dort mit 56,30 s aus. Bei den World Athletics Relays 2021 im heimischen Chorzów kam sie in der polnischen 4-mal-400-Meter-Staffel im Vorlauf zum Einsatz und verhalf der Mannschaft zum Finaleinzug. Anfang Juli belegte sie bei den U23-Europameisterschaften in Tallinn in 52,53 s den sechsten Platz und gewann mit der polnischen Staffel in 3:30,38 min die Bronzemedaille hinter den Teams aus Tschechien und Frankreich. 2022 startete sie mit der polnischen Frauenstaffel bei den Hallenweltmeisterschaften in Belgrad und gewann dort in 3:28,59 min gemeinsam mit Natalia Kaczmarek, Iga Baumgart-Witan und Justyna Święty-Ersetic die Bronzemedaille hinter den Teams aus Jamaika und den Niederlanden. Im Juli verpasste sie bei den Weltmeisterschaften in Eugene mit 3:29,34 min den Finaleinzug und anschließend gelangte sie bei den Europameisterschaften in München bis ins Finale und trug damit zum Gewinn der Silbermedaille bei.
2023 belegte sie mit der 4-mal-400-Meter-Staffel in 3:31,38 min den vierten Platz bei den U23-Europameisterschaften in Espoo. Im Jahr darauf verpasste sie bei den Hallenweltmeisterschaften in Glasgow mit 3:28,80 min den Finaleinzug mit der Staffel. Im Mai verhalf sie der Staffel bei den World Athletics Relays in Nassau zum Finaleinzug in die Finalrunde, ehe sie im Juni bei den Europameisterschaften in Rom in 3:23,91 min den sechsten Platz belegte. 2025 schied sie bei den World University Games in Bochum mit 52,86 s im Halbfinale über 400 Meter aus und gewann mit der Frauenstaffel in 3:30,21 min die Silbermedaille hinter dem deutschen Team. Zudem verhalf sie der Mixed-Staffel zum Finaleinzug und trug somit zum Gewinn der Goldmedaille bei. 

## Persönliche Bestleistungen
- 200 Meter: 23,53 s (−0,7 m/s), 16. Juni 2024 in Sopot
- 400 Meter: 52,03 s, 20. Juni 2024 in Bydgoszcz
  - 400 Meter (Halle): 52,78 s, 18. Februar 2024 in Toruń